# Feyse Tadese
Feyissa Tadese Boru (19 november 1988) is een Ethiopische langeafstandsloopster, die gespecialiseerd was in de marathon. Ze schreef verschillende grote internationale marathons op haar naam zoals Seoel (2012), Shanghai (2012) en Parijs (2013). Met haar overwinning in Seoel in 2012 hield ze $ 90.000 aan prijzengeld over. Haar persoonlijk record van 1:08.35 op de halve marathon liep ze in 2013 in Ras al-Khaimah. In 2018 liep ze in de marathon van Dubai 2:19.30, hiermee staat ze in de top 10 van snelste vrouwen op de marathon aller tijden.

## Persoonlijke records
| Onderdeel      | Prestatie | Datum             | Plaats         |
| -------------- | --------- | ----------------- | -------------- |
| 10.000 m       | 32.29,07  | 26 juni 2010      | Zhukovsky      |
| 10 km          | 31.55     | 15 februari 2013  | Ras al-Khaimah |
| 15 km          | 48.36     | 15 februari 2013  | Ras al-Khaimah |
| 20 km          | 1:05.03   | 15 februari 2013  | Ras al-Khaimah |
| halve marathon | 1:08.35   | 15 februari 2013  | Ras al-Khaimah |
| 25 km          | 1:22.58   | 28 september 2014 | Berlijn        |
| 30 km          | 1:39.18   | 29 september 2014 | Berlijn        |
| marathon       | 2:19.30   | 26 januari 2018   | Dubai          |

## Palmares

### 10.000 m
- 2010: 4e Znamensky Memorial in Zhukovskiy - 32.29,07

### 10 km
- 2011:  Jakarta International - 32.48
- 2011:  La Provence in Marseille - 32.29

### 15 km
- 2010:  Puy-en-Velay - 49.48
- 2010:  Villa de Massamagrell - 51.12
- 2014: 4e São Silvestre in Sao Paulo - 52.31

### halve marathon
- 2010:  halve marathon van Bologna - 1:10.08
- 2010: 4e WK in Nanning - 1:09.28
- 2011:  halve marathon van Rabat - 1:08.44
- 2011:  halve marathon van Nice - 1:11.08
- 2012: 4e halve marathon van Ras al-Khaimah - 1:09.15
- 2012:  halve marathon van Yangzhou - 1:11.08
- 2012:  WK in Kavarna - 1:08.56
- 2013: 9e halve marathon van Ras al-Khaimah - 1:08.35
- 2014: 7e halve marathon van Ras al-Khaimah - 1:09.19
- 2015: 4e halve marathon van Lissabon - 1:10.29

### marathon
- 2009: 10e marathon van Venetië - 2:36.57
- 2011: 10e marathon van Dubai - 2:30.23
- 2011:  marathon van Eindhoven - 2:25.20
- 2012:  marathon van Seoel - 2:23.26
- 2012:  marathon van Shanghai - 2:23.07
- 2013:  marathon van Parijs - 2:21.06
- 2013: DNF WK
- 2014: 4e marathon van Londen - 2:21.42
- 2014:  marathon van Berlijn - 2:20.27,0
- 2016: 7e marathon van Londen - 2:25.03
- 2018:  marathon van Dubai - 2:19.30

### veldlopen
- 2010: 7e WK in Bydgoszcz - 25.03